# Gerolding (Gemeinde Dunkelsteinerwald)
Gerolding ist eine Ortschaft und eine Katastralgemeinde der Marktgemeinde Dunkelsteinerwald, Niederösterreich.

## Geografie
Das Dorf Gerolding befindet sich vier Kilometer östlich von Schönbühel an der Donau und liegt am Kreuzungspunkt der Landesstraße L5355 und L5356. In der Ortschaft liegen drei Einzellagen und die einzige Kellergasse der Gemeinde (siehe Liste der Kellergassen in Dunkelsteinerwald). Am 1. Jänner 2024 gab es in der Ortschaft 262 Einwohner.
Der Ort verfügt über eine Kirche, ein Freibad, ein Gasthaus und eine Bierbrauerei. Zur Ortschaft zählen weiters die Lagen Harrerhof, Hartgrub, Langeggerhof, Mittereggerhof und Reithof.

## Geschichte
Der Sage nach wurde Gerolding nach dem Grafen Gerold benannt, der hier er ein Schloss auf einem Hügel hatte, das im Bach versank. Im Franziszeischen Kataster von 1821 ist Gerolding als Rotte mit zahlreichen Gehöften und weiteren Gebäuden verzeichnet.
Laut Adressbuch von Österreich waren im Jahr 1938 in der Ortsgemeinde Gerolding zwei Bäcker, ein Binder, zwei Fleischer, ein Gastwirt, eine Gemischtwarenhandlung, zwei Milchhandlungen, eine Papierhandlung, ein Schmied, zwei Schneider und eine Schneiderin, zwei Tischler, eine Ziegelei und einige Landwirte ansässig. Gegen Ende des Zweiten Weltkrieges befand sich in Gerodling ein Lager für Zwangsarbeiter, in dem ungarische Juden untergebracht waren.

## Öffentliche Einrichtungen
In Gerolding befindet sich eine Volksschule.

## Persönlichkeiten
- Engelbert Lenz (1883–1949), Gymnasial-Professor, Politiker und Abgeordneter zum Landtag von Niederösterreich